# Gracillarioidea

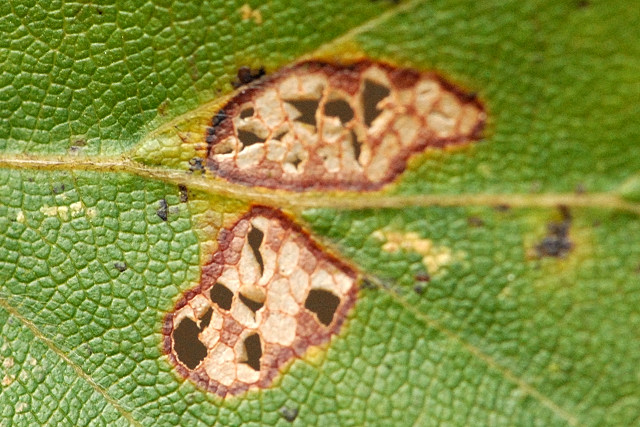
Minen von Caloptilia alchimiella

Die Gracillarioidea ist eine etwa 1850 Arten umfassende, weltweit verbreitete Überfamilie der Schmetterlinge (Lepidoptera). Sie kommt in Europa mit 311 Arten und Unterarten vor.

## Merkmale

### Falter
Die Frons der Falter ist glatt beschuppt, bei den Roeslerstammiidae, Bucculatricidae und einigen Gracillariidae ist sie jedoch rau. Punktaugen (Ocelli) fehlen normalerweise, sind aber bei den Douglasiidae ausgebildet. Die Fühler sind meist gleich lang, oder länger als die Vorderflügel. Sie erreichen 60 bis 175 % ihrer Länge. Der Scapus kann gekämmt sein. Das Flagellum ist fadenförmig. Die Fühler haben an jedem Segment ein oder zwei Reihen von Schuppen oder sind ringförmig beschuppt. Jordansche Organe (Chaetosemata) fehlen, Pilifer sind ausgebildet. Die Mandibeln fehlen in der Regel ebenso. Das Haustellum ist nackt und in der Regel langgestreckt und erreicht ein bis zwei Mal die Länge der Labialpalpen. Die Maxillarpalpen sind zurückgebildet und bestehen aus ein bis vier kurzen Segmenten. Die Labialpalpen sind in der Regel dreigliedrig, haben jedoch bei den meisten Arten der Bucculatricidae nur ein Glied. Sie tragen keine aufgerichteten Borsten.
Die Metafurca hat freie Apophysen. Die Vorderflügel sind mäßig breit bis schlank. Ihre Flügelader Rs4 endet entweder an der Costa oder an der Flügelspitze. Die Chorda mit der begleitenden Zelle fehlt in der Regel, bei manchen Arten der Roeslerstammiidae und den Gracillariidae ist sie jedoch ausgebildet. Die eingefügte Zelle fehlt. Die Adern 1A + 2A haben keine basale Gabelung. Microtrichia zum Aneinanderkuppeln der Flügel sind subanal ausgebildet. Die Hinterflügel sind häufig lanzenförmig. Auch bei ihnen fehlt die eingefügte Zelle, die Diskalzelle ist in der Regel offen, wobei die Querader m-cu fehlt. Bei den Roeslerstammiidae und den meisten basalen Gracillariidae ist die Zelle geschlossen.
An den Terga des Hinterleibs fehlen Dornen. Der Vorderrand des zweiten Sternums hat den Tineoidea ähnliche Apodeme. Wie auch bei den Tinapidea sind ein winziges Paar Warzen und zwei Paar Platten mit Tuberkel vorhanden.
Bei den männlichen Genitalien ist der Uncus in der Regel fehlend, bei den Roeslerstammiidae ist er doppelt gelappt ausgebildet. Bei den Weibchen ist der Ovipositor mäßig bis nur sehr wenig ausstülpbar und hat zwei Paar mäßiger bis kurzer Apophysen. Die Öffnung des Ostiums befindet sich am achten Sternum oder am caudalen Rand. Bei den Roeslerstammiidae befindet sich die Öffnung zwischen dem siebten und achten Sternum.

### Präimaginalstadien
Die Eier sind vom flachen Typ und haben die Achse der Mikropyle parallel zum Substrat. Das Chorion ist ziemlich glatt bis fein netzförmig. Das Ende mit der Mikropyle hat netzförmige Rillen. Die Raupen sind häufig hypermetamorph, ändern also ihr Äußeres im Laufe ihrer Entwicklung stark. Die Raupen haben entweder gar keine, oder zurückgebildete Thorakal- und Bauchbeine. Die Bauchbeine haben meist einen doppelten Kreis an Hakenkränzen, wobei der innere Kreis unvollständig ist. Die Puppe hat zurückgebildete Mandibeln und ist unvollständig. Das vierte und fünfte Hinterleibssegment sind beweglich. Maxillarpalpen sind in der Regel ausgebildet. Die Dornen an den Terga des Hinterleibs sind in einer einzelnen, anterioren Reihe angeordnet, bei den Gracillariidae sind sie es in dichten Flecken.

## Lebensweise
Die Weibchen legen die Eier einzeln an den Raupennahrungspflanzen ab und befestigen sie mit Sekret. Die Raupen bohren sich nach dem Schlupf direkt in das Pflanzengewebe ein. Junge Raupen sind meist Borer oder Minierer. Die größte Familie innerhalb der Gruppe, die Gracillariidae umfassen etwas weniger als die Hälfte aller Minierer der Schmetterlinge und zählen damit zur größten Gruppe dieser Vertreter. Die meisten Arten ernähren sich spezialisiert von bestimmten Pflanzenarten, die aus zumindest 80 Pflanzenfamilien bekannt sind.

## Taxonomie und Systematik
Die Überfamilie wird durch folgende Autapomorphien definiert: Die Puppe befreit sich vor dem Schlupf des Falters teilweise aus dem Kokon, sie besitzt an den Terga des Hinterleibs Dornen, den männlichen Imagines fehlen am achten Hinterleibssegment die pleuralen Loben, die Falter haben eine glatt beschuppte Frons, die Labialpalpen haben seitlich keine Borsten, die Galeae sind langgestreckt und nahe beieinander, den Hinterflügeln fehlt die eingefügte Zelle, die Raupen minieren oder bohren anfangs in der Nahrungspflanze und die Bauchbeine der älteren Raupen sind in der Regel in einer Doppelreihen angeordnet.
Die ersten drei Autapomorphien unterscheiden die Überfamilie von der Überfamilie Yponomeutoidea, die letzten sechs von der Überfamilie Tineoidea. Das nackte Haustellum und das zweite Sternum am Hinterleib, das eine den Tineoidea ähnliche Apophyse hat, sowie die Autapomorphien der Puppe rücken die Gracillarioidea verwandtschaftlich nahe zu den Tineoidea und unterscheiden diese beiden Taxa von den übrigen, weiter entwickelten Ditrysia. Folgende Familien werden der Überfamilie zugerechnet:
- Miniermotten (Gracillariidae)
- Zwergwickler (Bucculatricidae)
- Roeslerstammiidae (Amphitheridae)
- Douglasiidae